# Tiszaújváros
Tiszaújváros (česky doslova Nové město na Tise) je město v Maďarsku v župě Borsod-Abaúj-Zemplén. Nachází se 175 km východně od Budapešti, jižně od soutoku řeky Sajó s Tisou. V roce 2009 zde žilo 18 021 obyvatel. Je okresním městem stejnojmenného okresu.

## Historie

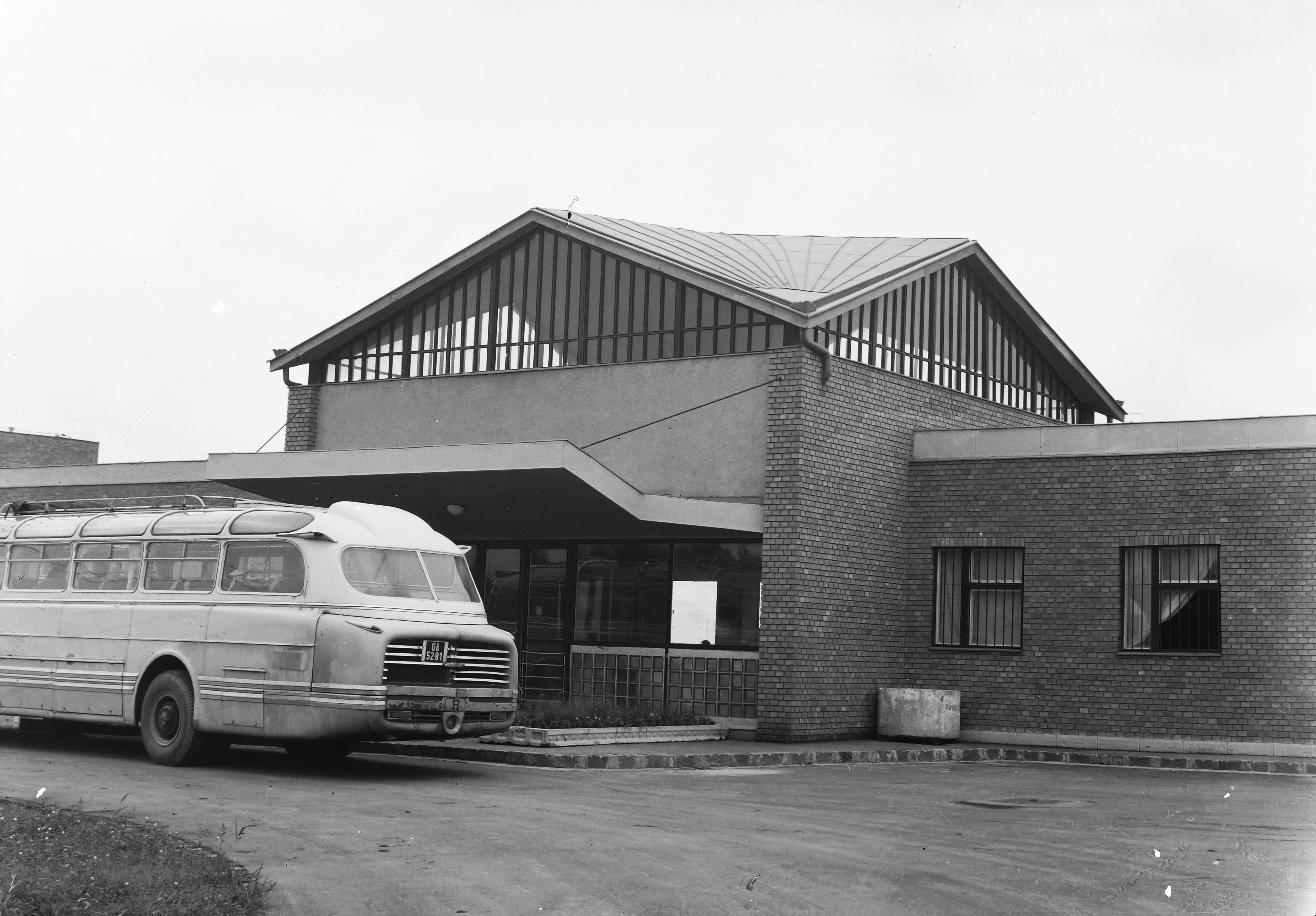
Místní nádraží v raných dobách existence sídla.

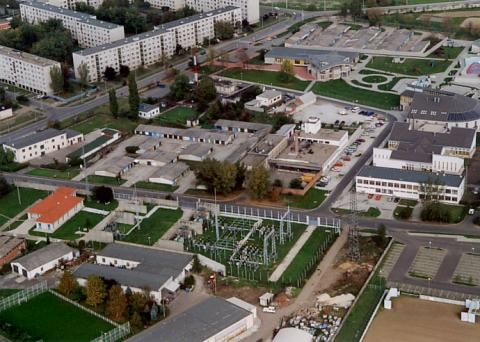
Letecký pohled na sídliště v Tiszaújvárosi

Na místě současného města, resp. v jeho samotné blízkosti, stojí obec s názvem Tiszaszederkény, která byla poprvé připomínána v roce 1268. Město vyrostlo na rovné ploše západně od ní, kde se historicky nenacházelo žádné osídlení a leželo pouze rovné pole.
Za svůj vznik město vděčí plánovačům socialistického Maďarska, kteří se rozhodli zprůmyslnit severovýchod země. Nejprve byla v roce 1953 zprovozněna tepelná elektrárna, první průmyslový podnik v roce 1959, závod na výrobu barviv o dva roky později. V polovině 50. let začalo potom na zelené louce vyrůstat nové město. Jeho první bloky vyrostly mezi dnešními ulicemi Munkácsy Mihály utca a Szederkényi utca. Kromě sídliště ale bylo zrealizováno několik nových parků a náměstí poblíž nové radnice. Navrhovaný název pro nové město byl roku 1959 Tiszaújvár, potom Tiszaújváros, což doporučila Maďarská geografická společnost.
První obyvatelé se do nových domů nastěhovali v roce 1957. Vznikly továrny na výrobu barev a zpracování chemických látek a ropná rafinerie, které je od sídliště oddělené pásem lesa. Závody na začátku 60. let doplnilo sídliště obytných domů. 
Mezi lety 1970 a 1991 neslo město na 100. výročí narození Vladimíra Lenina název Leninváros (Leninovo město). Před městským kulturním domem byla roku 1983 umístěna i Leninova socha. Konaly se zde pravidelné soutěže radioamatérů do 18. let věku, kteří zde měřili své znalosti např. ve znalosti morseovy abecedy.
V roce 1991 získalo město název Nové město na Tise analogicky podle města Dunaújváros, který dříve nesl název podle sovětského generalissima Stalina.
Kromě obytných budov se rychle rozvíjela i infrastruktura. Byly postaveny jesle, mateřské školy, základní a střední školy, zřízen kulturní dům a knihovna. V osmdesátých letech se tempo rozvoje zpomalilo, ale rozšířila síť obchodů. Začala výstavba rodinných domů severně od středu obce. Ta pokračovala i v 90. letech 20. století, kdy vznikla nová část města s názvem Kertváros (Zahradní město). Po politických změnách v Maďarsku v roce 1989 byla dne 12. června 1989 odstraněna Leninova socha a nahrazena státní vlajkou. V létě 1990 probíhala anketa nad novým názvem města, v níž se objevily varianty jako Tiszaújvár nebo Újszederkény. Na podzim uskutečnila radnice anketu mezi veřejností a začala připravovat provedení změny názvu města. Název Tiszaújváros získal drtivou podporu. K 1. únoru 1991 začal platit současný název. Východně od města vyrostla nová průmyslová zóna (maďarsky ipari park), kde se nachází především logistické areály.
V roce 2023 byla provedena rekonstrukce místních lázní.
Díky ekonomickému rozvoji města se zde zvyšoval podíl zahraničních pracovníků.

## Obyvatelstvo
K 1. lednu 2013 zde žilo 16 654 obyvatel, v roce 2011 to bylo podle maďarského sčítání lidu celkem 16 728. V původní obci (Tiszaszederkény) žilo 1645 osob. Bytů je ve městě přes sedm tisíc. Z národnostního hlediska se 84,3 % obyvatel přihlásilo k národnosti maďarské, 0,7 % k romské, 0,6 k německé, 0,2 % k rusínské a dále jsou menší měrou zastoupeny další národnosti. 23, 6 % obyvatel města se identifikovalo jako římští katolíci, 16,6 % s reformovaným náboženstvím, 2,7 % jako řečtí katolíci, 0,2 % jako luteráni. 23,7 % se nehlásí k žádné náboženské komunitě a 32,2 % odmítlo odpovědět. Dnes 15 % obyvatel města tvoří zahraniční pracovní dělníci.

## Kultura a zajímavosti

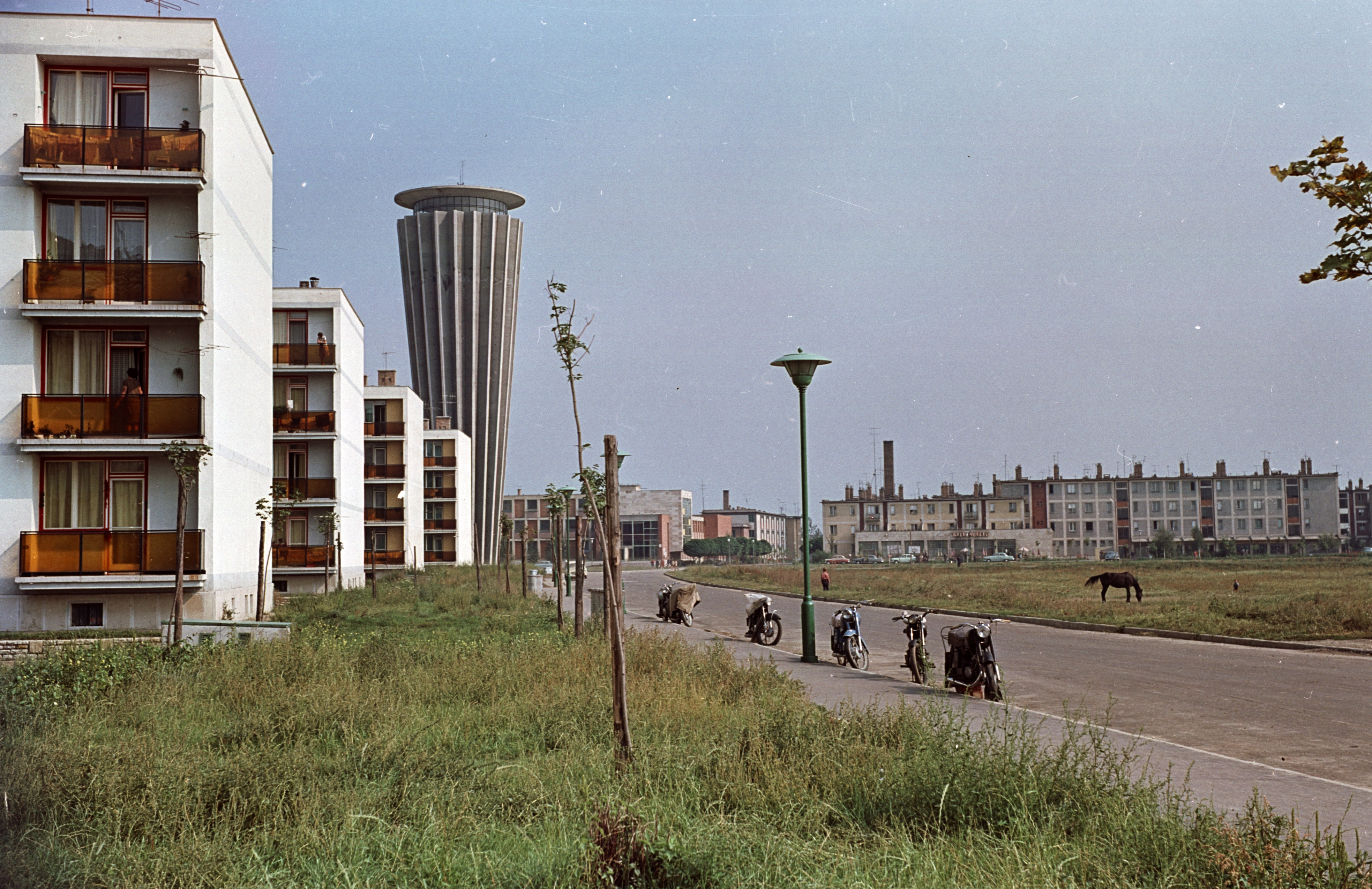
panelové domy a vodárenská věž na historické fotografii.

Ve městě se nachází muzeum s expozicí, která je věnovaná dějinám Tiszaújvárosu a původní vesnice. Na východním okraji města leží sportovní areál, také zde stojí termální lázně a balneologický ústav.

## Ekonomika
Jižně od města leží rozsáhlý průmyslový závod a jihovýchodně, na břehu řeky Tisy. Jsou tu závody např. na materiály pro výrobu pneumatik, Dále se tu potom nachází tepelná elektrárna s názvem Tisa II. Místní elektrárna má být rozšířena za pomocí nových plynových turbín. Své logistické centrum zde má také Lidl.

## Doprava

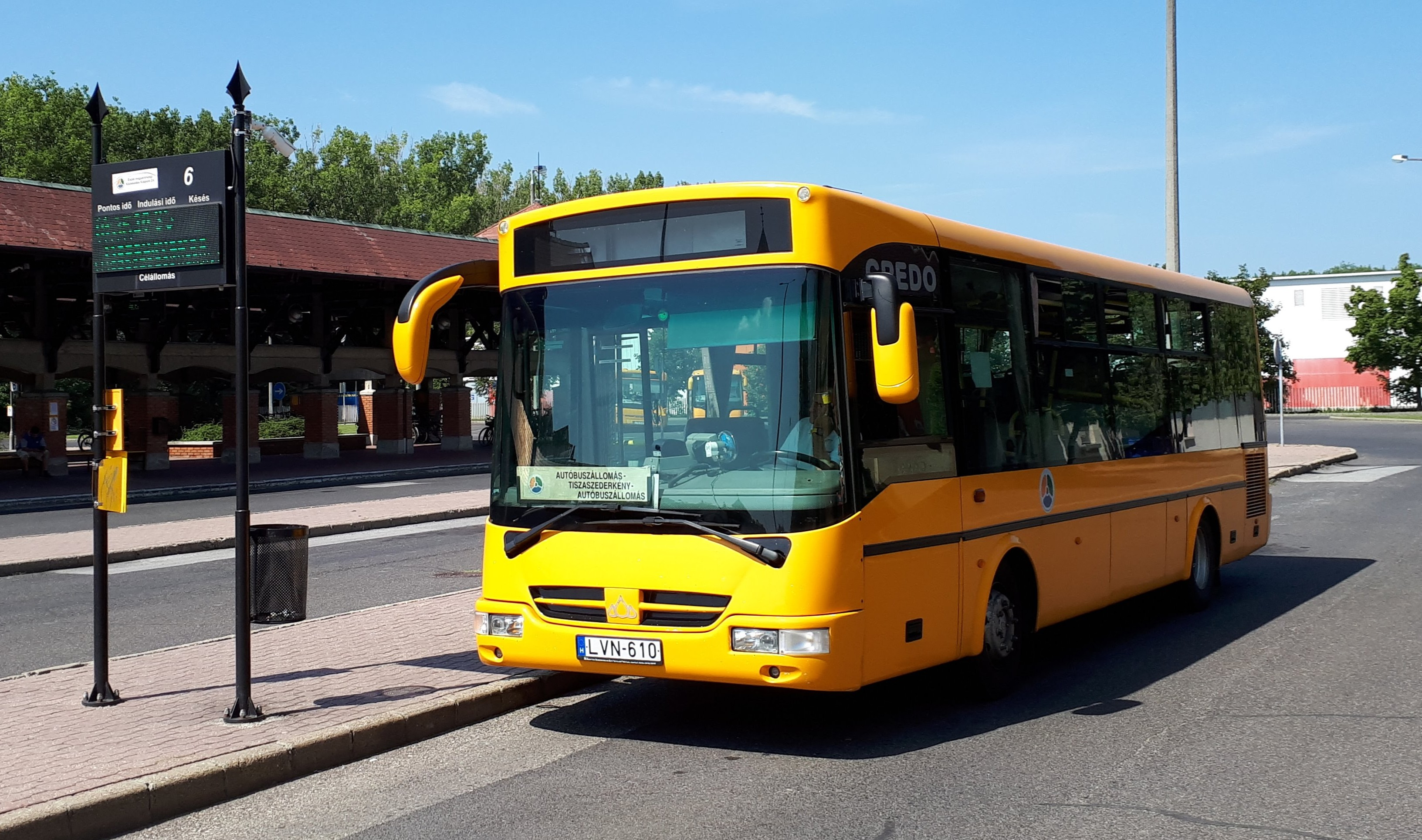
Městský autobus.

Spojení veřejnou dopravou města s okolím zajišťují autobusy. Vede sem rovněž i železniční trať z nedaleké obce Nyékládháza. Na ní zde stojí jediné nádraží. Trať zde končí, jižním směrem nicméně pokračují vlečky do průmyslových závodů. V roce 2023 sem MÁV přerušil železniční osobní dopravu.
Městem prochází silnice celostátního významu č. 35 a jižně od něj potom ve stejném (západo-východním) směru i dálnice M3. 

## Sport
Město má vlastní sportovní park. Areál s řadou sportovišť leží na východním okraji Tiszaújvárosu, poblíž termálních lázní. Zahrnuje atletický stadion, tenisové kurty a řadu dalších fotbalových hřišť. Je zde také krytá hala pro basketbal. V Tiszaújvárosi je sportovní tradice v oblasti triatlonu.

## Partnerská města
- Ludwigshafen, Německo
- Miercurea Ciuc, Rumunsko
- Świętochłowice, Polsko
- Zawiercie, Polsko
- Rimavská Sobota, Slovensko
- Polgár, Maďarsko
- Berehovo, Ukrajina
- Dexing, Čína
- Neuhofen an der Krems, Rakousko